# Stefanie Horn
Stefanie Horn   (Bottrop, 9 de gener de 1991) és una piragüista d'eslàlom que va representar Alemanya del 2006 al 2012 i competeix per Itàlia des del 2013. Va participar en els Jocs Olímpics d'estiu de 2020.

## Trajectòria
Va guanyar una medalla de plata en la prova mixta C2 al Campionat del Món de Canoe Slalom de l'ICF 2017 a Pau juntament amb Niccolò Ferrari. També va guanyar quatre medalles (1-2-1) als Campionats d'Europa, inclòs un bronze en caiac cross als Jocs Europeus de Cracòvia de 2023.
Horn va competir en dos Jocs Olímpics. Va acabar 8a a en K1 als Jocs Olímpics d'Estiu de 2016 a Rio de Janeiro i 4a en K1 als Jocs Olímpics d'Estiu de 2020 a Tòquio.